# Kanton Ardres
Kanton Ardres (francouzsky Canton d'Ardres) byl francouzský kanton v departementu Pas-de-Calais v regionu Nord-Pas-de-Calais. Tvořilo ho 22 obcí. Zrušen byl po reformě kantonů 2014.

## Obce kantonu
- Ardres
- Audrehem
- Autingues
- Balinghem
- Bayenghem-lès-Éperlecques
- Bonningues-lès-Ardres
- Brêmes
- Clerques
- Éperlecques
- Journy
- Landrethun-lès-Ardres
- Louches
- Mentque-Nortbécourt
- Muncq-Nieurlet
- Nielles-lès-Ardres
- Nordausques
- Nort-Leulinghem
- Rebergues
- Recques-sur-Hem
- Rodelinghem
- Tournehem-sur-la-Hem
- Zouafques